# 岩崎全智
岩崎 全智（いわさき まさとし、1982年5月20日 - ）は、南日本放送（MBC）のアナウンサー。愛称、『ぜんち』。

## 人物・経歴
埼玉県志木市出身。西武学園文理高等学校を経て、2005年に立命館大学産業社会学部を卒業後、大手コンビニエンスストアチェーンの店舗へ勤務しながら、東京アナウンスセミナーやフジテレビが運営するアナウンススクールでアナウンス技術の研鑽を積んだ。
2007年4月1日付で、フジテレビ系列の高知さんさんテレビに入社。アナウンサー兼記者として、6年間勤務した。
鹿児島県出身の女性との結婚を決めたことを機に、2013年4月1日付で、同県内の民放局であるMBCへ移籍。移籍後は、『MBCニューズナウ』（平日の夕方に鹿児島ローカルで放送するテレビのワイドニュース番組）で2019年3月までフィールドキャスターを務めるかたわら、同県内の種子島宇宙センターに関する取材・リポートも任されていた。その関係で、「日本でロケットが一番好きなアナウンサー」を自称。同センターからの生中継（または報道番組向けのリポート収録）でロケットや人工衛星を打ち上げる瞬間の実況を13回経験した。その間には、MBCの系列キー局・TBSテレビ制作の全国向けニュース番組（『JNNニュース』『Nスタ　ニューズアイ』など）や『ちちんぷいぷい』（系列準キー局・MBSテレビ制作の情報番組）に登場することもあった。2019年4月1日から 2023年9月29日まで『MBCニューズナウ』のメインキャスターに就任していた。

## 担当番組

### MBCでの担当番組
テレビ
• MBCニュース
• てゲてゲ（不定期リポーター）
ラジオ
• ゆうぐれエクスプレス（水 - 金曜日パーソナリティ）
• 三菱スポーツトピックス
• MBC50ニュース　
• 城山スズメ（木曜日パーソナリティ）

### 高知さんさんテレビ
- SUNSUNスーパーニュース（月・火曜日キャスター）
- FNNスピーク

## 脚註
1. ↑  “岩崎 全智”. www.facebook.com. 2021年1月8日閲覧。
2. ↑  MBC公式サイト内のプロフィール
3. ↑  東京アナウンスセミナー　活躍する卒業生一覧
4. 1 2  フジテレビアナトレ FNS系列採用・内定情報
5. ↑  2016年10月から2019年9月までの3年間、MBCで13:55 - 15:50（2019年4月1日以降は15:49）の時間帯に同時ネットを実施。種子島宇宙センターからの人工衛星・ロケット発射の生中継を予定している場合には、岩崎からMBSの報道局へ特集企画の放送を打診したり、同局が関西ローカルで放送する後半（15:50 - 17:50）で岩崎がリポートや実況を担当したりすることがあった。